# محوطه ملادره
محوطه ملادره مربوط به دوره ساسانیان است و در شهرستان اسفراین، بخش بام وصفی آباد، دهستان بام، ۱۵۰۰ متری شمال روستای آقچ واقع شده و این اثر در تاریخ ۲۵ آبان ۱۳۸۷ با شمارهٔ ثبت ۲۳۷۵۰ به‌عنوان یکی از آثار ملی ایران به ثبت رسیده است.